# 陳稜
陳 稜（ちん りょう、生年不詳 - 619年）は、中国の隋の軍人。本貫は廬江郡襄安県。字は長威。

## 経歴
陳の譙州刺史の陳峴の子として生まれた。陳が滅んだ後、高智慧・汪文進らが江南で隋にそむくと、廬江郡の豪傑たちは呼応して挙兵し、陳峴を主とあおいだ。陳峴は乱への参加をきらって拒もうとしたが、陳稜が「乱がすでに起こされてしまった以上、拒めば禍が我が身に及びます。偽って従っておき、後のことは別に考えましょう」と勧めたので、陳峴はそのとおりにした。ときに隋の柱国の李徹の軍が当塗にやってくると、陳峴はひそかに陳稜を李徹のところに派遣し、内応を約した。李徹がそのことを文帝に上聞すると、陳峴は上大将軍・宣州刺史に任ぜられ、譙郡公に封ぜられることとなった。しかし李徹の軍が到着する前に、内応の謀は洩れて、陳峴の一党は叛乱側に殺され、陳稜のみがひとり免れた。陳稜は文帝により開府に任ぜられた。
604年、煬帝が即位すると、陳稜は驃騎将軍に任ぜられた。607年、武賁郎将となった。610年、朝請大夫の張鎮周とともに東陽の兵一万人あまりを集め、義安から海に出て、流求国を攻撃した。陳稜は軍を率いて海岸に上陸し、張鎮周を先鋒とした。流求国主の歓斯渇剌兜が兵を率いて迎撃したが、張鎮周がこれを撃破した。陳稜は進軍して低没檀洞にいたり、その小王の歓斯老模が兵を率いて迎撃したが、陳稜はこれを撃破し、歓斯老模を斬った。その日は霧雨で薄暗く、将士たちは異国での不吉におののいていたので、陳稜は白馬を殺して海神を祭った。陳稜は軍を五軍に分けて、流求国の都邑を攻撃させた。歓斯渇剌兜が数千人を率いてはばんだが、陳稜は再び張鎮周を先鋒としてこれを破った。陳稜は勝利に乗じて追撃し、その柵を攻め破り、歓斯渇剌兜を斬り、その子の歓斯島槌を捕らえ、男女数千人を捕らえて帰還した。煬帝は喜んで、陳稜を武賁郎将のまま右光禄大夫の位に進め、張鎮周を金紫光禄大夫とした。
612年、隋の高句麗遠征がおこなわれると、陳稜は宿衛として左光禄大夫に転じた。613年、第二次高句麗遠征がおこなわれると、東萊郡留守に任ぜられた。楊玄感が乱を起こすと、陳稜は一万人あまりを率いて黎陽を攻撃し、楊玄感の任じた刺史である元務本を斬った。まもなく煬帝の命令により江南で戦艦を運営し、叛乱軍の将の孟譲を襲撃して破った。功により光禄大夫の位に進み、信安侯の爵位を賜った。
617年、煬帝が江都宮にうつると、李子通が海陵に拠り、左才相が淮北をかすめ、杜伏威が六合に駐屯して、反乱軍に包囲される形勢となった。陳稜は宿衛の兵を率いて叛乱軍を攻撃し、戦勝を挙げた。このため右禦衛将軍に任ぜられた。また長江を渡って、宣城の叛乱軍を攻撃した。618年、煬帝が宇文化及に殺害されると、宇文化及は自軍を率いて北上し、陳稜に江都を守らせた。陳稜は煬帝のために喪を発し、儀衛をととのえ、呉公台の下に改葬させた。619年、陳稜は李子通に敗れて江都を失い、杜伏威のもとに逃れた。杜伏威は陳稜を嫌って、まもなく殺害させた。

## 伝記資料
- 『隋書』巻六十四 列伝第二十九「陳稜伝」
- 『北史』巻七十六 列伝第六十四「陳稜伝」